# Leioproctus eremitulus
Leioproctus eremitulus är en biart som beskrevs av Houston 1990. Leioproctus eremitulus ingår i släktet Leioproctus och familjen korttungebin. Inga underarter finns listade i Catalogue of Life.

## Bildgalleri

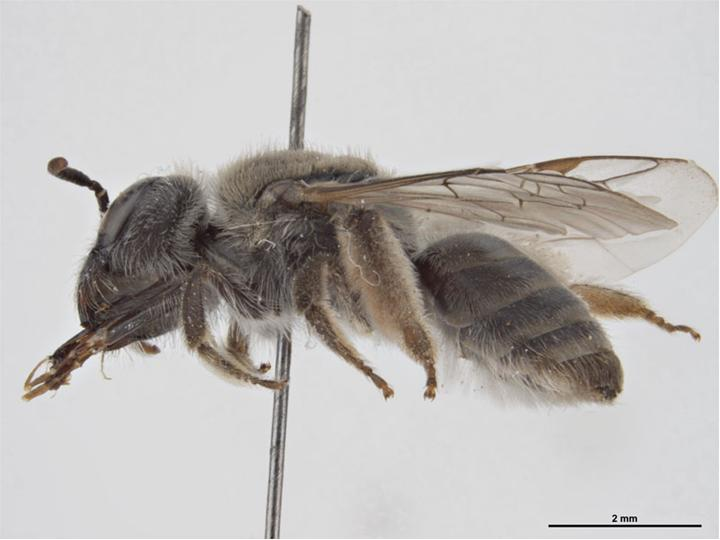
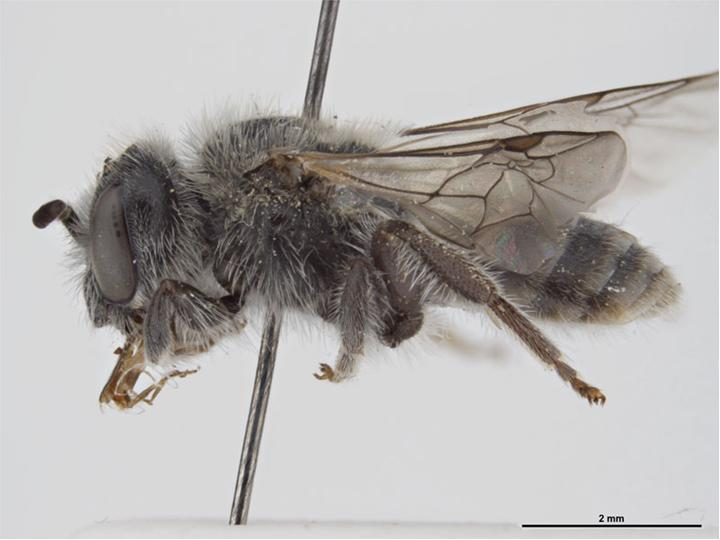